# Las aventuras de Ford Fairlane
The Adventures of Ford Fairlane (Las aventuras de Ford Fairlane en España y Policía del mundo rock en Hispanoamérica) es una película cómica estadounidense de 1990 que está interpretada por el controvertido humorista Andrew Dice Clay, como el personaje Ford Fairlane. Este es un detective privado que se encarga de casos relacionados con la música en Los Ángeles.
La película, dirigida por Renny Harlin (Die Hard 2), fue un fracaso comercial en Estados Unidos y recibió varios premios Razzies. A pesar de ello se ha convertido en una película de culto (sobre todo en países como España, Hungría y Noruega) debido a las frases y expresiones utilizadas por el protagonista.

## Argumento
Ford Fairlane es un detective privado especializado en casos relacionados con el mundo de la música. En la película se enfrenta al caso de la desaparición de la "groupie" Zuzu Pétalos (Maddie Corman) tras el asesinato de Bobby Black, cantante del grupo heavy "La peste negra". El personaje Bobby Black es interpretado por Vince Neil, cantante de Mötley Crüe.
Para encontrar a los asesinos cuenta con la ayuda de su secretaria Jazz (Lauren Holly) y también de un chico que le sigue a todos lados (Brandon Call), ya que quiere que Fairlane le ayude a encontrar a su padre. La policía también está buscando al asesino, con el Teniente Conrad al mando, que es interpretado por Ed O'Neill. Por el camino debe tratar con gente poderosa de la industria discográfica, como el ejecutivo Julián Grendel (Wayne Newton) y su exesposa Colleen Sutton (Priscilla Presley).

## Reparto
- Andrew Dice Clay ... Ford Fairlane
- Wayne Newton ... Julián Grendel
- Priscilla Presley ... Colleen Sutton
- Morris Day ... Don Cleveland
- Lauren Holly ... Jazz
- Maddie Corman ... Zuzu Petals
- Gilbert Gottfried ... Johnny Crunch
- David Patrick Kelly ... Sam
- Brandon Call ... The Kid
- Robert Englund ... Smiley
- Ed O'Neill ... Lt. Amos
- Vince Neil ... Bobby Black
- Kari Wuhrer ... Melodi
- Tone Loc ... Slam the Rapper
- Sheila E. ... Cantante de club

## Comentarios
La película, que parodia los filmes de detectives, narra las aventuras de Ford Fairlane, detective privado al servicio de casos relacionados con la industria de la música. De hecho, Fairlane fue de joven miembro de un grupo, tal como se puede ver en una escena del filme.
La película recibió en su día varios premios Razzies, comúnmente llamados los anti-Óscar. La película fue un fracaso comercial en Estados Unidos y tuvo un resultado comercial discreto en España, pero con el tiempo se ha convertido en un título de culto entre aficionados, y algunas de sus frases y expresiones son de lectura habitual en foros y chats de internet.
Toda la película es un vehículo para el lucimiento del cómico Andrew Dice Clay, famoso monologuista de "stand-up comedy". En Estados Unidos tenía un programa en el canal MTV donde hacia monólogos, generalmente obscenos y con un humor grueso de carácter homófobo, racista y machista, aparte de insultar al público. Tras un monólogo especialmente bestia, hubo un escándalo, tras el cual MTV le vetó y su estudio le rompió el contrato, cercenando su carrera de actor.
En esa comedia descubrimos al detective más caradura. Es un Elvis macarra, irresistible para las mujeres y que siempre tiene una buena frase para cualquier situación. Es dueño de una Fender Stratocaster encordada al revés que perteneció a Jimi Hendrix, de un automóvil Ford Fairlane y es asiduo a los mejores clubs de la ciudad donde bebe batidos de sambuca.
En la oficina tiene como secretaria a Jazz, seguramente la única chica inteligente que conoce Ford. Mantienen una relación parecida a la de James Bond y Miss Moneypenny.

### Doblaje en España
En España, su doblaje coincidió con una huelga de actores de doblaje, lo que hizo que acabara doblando al personaje principal el cantante Pablo Carbonell. Precisamente el doblaje es uno de los aspectos más apreciados por los aficionados españoles al filme, a pesar de que el tratamiento del personaje principal destaca por su paupérrima falta de calidad. Incluso, el personaje de Zuzú Pétalos cantó en un momento de la película el estribillo de la canción "Manolito", del grupo Los Toreros Muertos, del que formaba parte Carbonell por aquel entonces.

## Música
La banda sonora del filme tiene temas entre otros de Billy Idol y Yello, quien compone el tema principal "Unbelivable", una versión de un tema de Jimi Hendrix a cargo del guitarra de Bon Jovi, Richie Sambora, y un tema interpretado por el propio Andrew Dice Clay.
1. "Cradle of Love" - Billy Idol
2. "Sea Cruise" - Dion
3. "Funky Attitude" - Sheila E.
4. "Glad to Be Alive" - Lisa Fisher, Teddy Pendergrass
5. "Can't Get Enough" - Tone Loc
6. "Rock 'N Roll Junkie" - Mötley Crüe
7. "I Ain't Got You" - Andrew Dice Clay
8. "Last Time in Paris" - Queensrÿche
9. "Unbelievable" - Yello
10. "Wind Cries Mary" - Richie Sambora
11. "Beyond the sea" - Bobby Darin